# Vlag van Cambridgeshire
De vlag van Cambridgeshire, een van de traditionele graafschappen van Engeland in Engeland, werd officieel gemaakt op 1 februari 2015, nadat het ontwerp was geselecteerd als inzending voor een ontwerpwedstrijd die liep in 2014. Het ontwerp bestaat uit drie gouden kronen, twee aan de bovenkant en één aan de onderkant, gescheiden door twee golvende lijnen in het midden. De kronen moeten East Anglia voorstellen en de twee lijnen staan voor de rivier de Cam en zijn in de kleuren van de Universiteit van Cambridge.

## Verwant afbeelding

Vlag van het graafschap Cambridgeshire gebaseerd op het wapen van de County Council